# NAG (automerk)

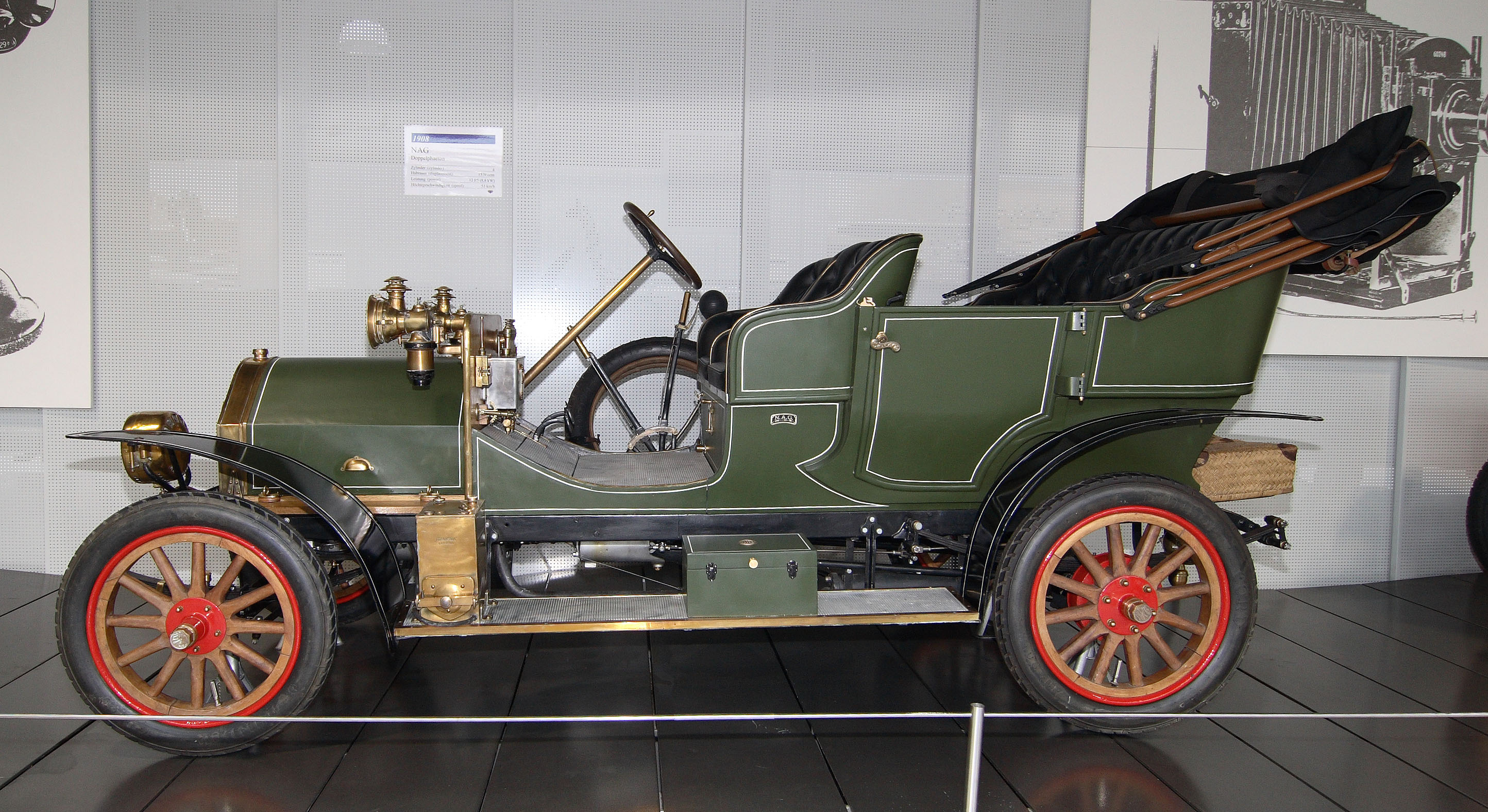
NAG personenwagen uit 1908

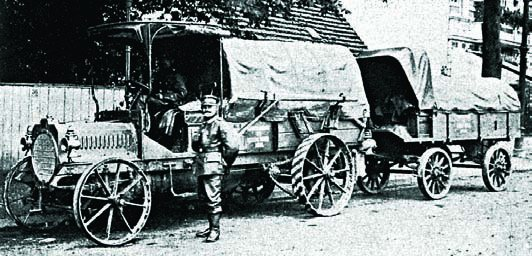
NAG vrachtwagen uit 1905

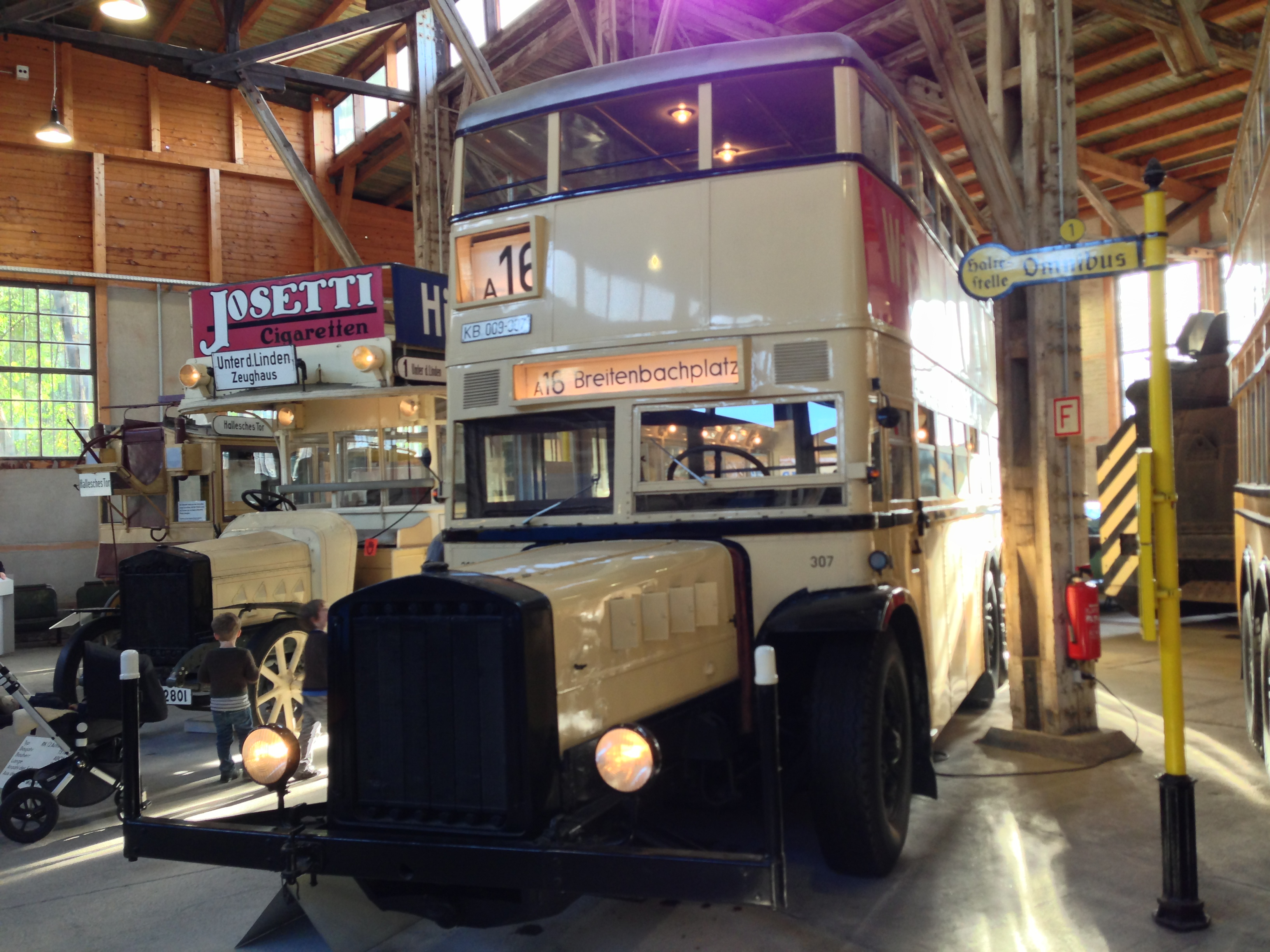
NAG dubbeldekker bus

Neue Automobil-Gesellschaft (NAG) was een Duitse autofabrikant in Berlijn. In 1915 werd het omgedoopt tot Nationale Automobil-Gesellschaft (NAG)
Begin 20e eeuw raakte Emil Rathenau, die AEG had opgericht, geïnteresseerd in personenwagens. Om de start te versnellen kocht hij de Allgemeinen Automobil-Gesellschaft Berlin (AAG) op, de in 1900 door professor Klingenberg opgerichte automobielfabriek. In 1901 richtte Emil met zijn zoon Walther Rathenau de nieuwe onderneming Neue Automobil-Gesellschaft AG (NAG) op die AAG volledig opnam. In 1902 volgde de overname van Kühlstein-Wagenbau, met de technische directeur Joseph Vollmer.
De eerste twee auto's van het bedrijf waren betrouwbaar, hoewel niet origineel, beide hadden kettingaandrijving en ze leken veel op de modellen van Mercedes. De plaats van de motor was voorin en dat was een afwijking van de normale plaats boven de achteras.
Het jaar erop stapte AEG uit de auto-industrie en ging NAG alleen verder. Na de Eerste Wereldoorlog produceerde NAG kleinere aantallen personenwagens. De economische situatie was zo ernstig dat NAG in 1919 ging samenwerken met Brennabor, Lloyd en Hansa. De vier vormden samen Gemeinschaft Deutscher Automobilfabriken (GDA) om te voorkomen dat de concurrentie hen zou vernietigen. Het samenwerkingsverband was succesvol, maar in 1934 besloot de directie de productie van personenwagens te stoppen.
Naast personenwagens had het ook de productie van vrachtwagens opgestart. Het was een geduchte concurrent van Daimler-Benz, maar kon desondanks deze activiteit niet winstgevend krijgen. In 1931 ging dit bedrijfsonderdeel samen met Büssing AG en werd Büssing-NAG opgericht. Eind 1932 nam Büssing AG alle activiteiten met betrekking tot de bedrijfsvoertuigen over; deze bestond tot 1949 onder de naam Büssing-NAG. Büssing werd in 1972 volledig overgenomen door MAN SE, in februari 1969 had het al 50% van de aandelen gekocht.
- Virtual International Authority File: 141633295